# 黑莎草亚团黑粉菌
黑莎草亚团黑粉菌（学名：Tolyposporium triste）是属于黑粉菌目黑粉菌科亚团黑粉菌属的一种真菌，寄生在黑莎草上。该种分布于中国。